# Жіночий чемпіонат світу з футболу (U-20)
Чемпіонат світу з футболу серед дівчат до 20 років — футбольний турнір, проводиться під егідою ФІФА. Заснований 2002 року з верхньою межею у 19 років. 2006 року граничний вік був підвищений до 20, а кількість збірних збільшена з 12 до 16.
Починаючи з видання 2010 року, турніри проводяться в роки, що безпосередньо передують дорослому чемпіонату світу з футболу серед жінок і господарем змагання є та ж країна, що приймає і дорослий турнір.

## Переможці і призери
| 2002 Огляд | Канада            | США            | 1 — 0 (д.ч.) | Канада         | Німеччина      | 1 — 1 4 — 3 (пен.) | Бразилія       |
| 2004 Огляд | Таїланд           | Німеччина      | 3 — 0        | КНР            | США            | 3 — 0              | Бразилія       |
| 2006 Огляд | Росія             | Північна Корея | 5 — 0        | КНР            | Бразилія       | 0 — 0 6 — 5 (пен.) | США            |
| 2008 Огляд | Чилі              | США            | 2 — 1        | Північна Корея | Німеччина      | 5 — 3              | Франція        |
| 2010 Огляд | Німеччина         | Німеччина      | 2 — 0        | Нігерія        | Південна Корея | 1 — 0              | Колумбія       |
| 2012 Огляд | Японія            | США            | 1 — 0        | Німеччина      | Японія         | 2 — 1              | Нігерія        |
| 2014 Огляд | Канада            | Німеччина      | 1 — 0        | Нігерія        | Франція        | 3 — 2              | Північна Корея |
| 2016 Огляд | Папуа Нова Гвінея | Північна Корея | 3 — 1        | Франція        | Японія         | 1 — 0              | США            |
| 2018 Огляд | Франція           | Японія         | 3 — 1        | Іспанія        | Англія         | 1 — 1 4 — 2 (пен.) | Франція        |
| 2022 Огляд | Коста Ріка        | Іспанія        | 3 — 1        | Японія         | Бразилія       | 4 — 1              | Нідерланди     |
| 2024 Огляд | Колумбія          | Північна Корея | 1 — 0        | Японія         | США            | 2 — 1              | Нідерланди     |
| 2026 Огляд | Польща            |                |              |                |                |                    |                |

## Розподіл медалей за країнами
| Країна         | Чемпіони             | 2-е місце      | 3-є місце      | 4-е місце      |
| -------------- | -------------------- | -------------- | -------------- | -------------- |
| Німеччина      | 3 (2004, 2010, 2014) | 1 (2012)       | 2 (2002, 2008) | –              |
| Північна Корея | 3 (2006, 2016, 2024) | 1 (2008)       | –              | 1 (2014)       |
| США            | 3 (2002, 2008, 2012) | –              | 2 (2004, 2024) | 2 (2006, 2016) |
| Японія         | 1 (2018)             | 2 (2022, 2024) | 2 (2012, 2016) | –              |
| Іспанія        | 1 (2022)             | 1 (2018)       | –              | –              |
| Нігерія        | –                    | 2 (2010, 2014) | –              | 1 (2012)       |
| КНР            | –                    | 2 (2004, 2006) | –              | –              |
| Франція        | –                    | 1 (2016)       | 1 (2014)       | 2 (2008, 2018) |
| Канада         | –                    | 1 (2002)       | –              | –              |
| Бразилія       | –                    | –              | 2 (2006, 2022) | 2 (2002, 2004) |
| Південна Корея | –                    | –              | 1 (2010)       | –              |
| Англія         | –                    | –              | 1 (2018)       | –              |
| Нідерланди     | –                    | –              | –              | 2 (2022, 2024) |
| Колумбія       | –                    | –              | –              | 1 (2010)       |